# Várpalota
Várpalota là một thành phố thuộc hạt Veszprém, Hungary. Thành phố này có diện tích 77,26 km², dân số năm 2010 là 20690 người, mật độ 268 người/km².